# Szohony-patak
A Szohony-patak a Heves–Borsodi-dombságtól északra ered, Arlótól délkeleti irányban. A patak forrásától kezdve északnyugat felé halad, majd Arló belterületén a Hódos-patakba torkollik.

## Lefolyása
A Szohony-patak Arlótól délkeletre ered a Szohony-völgyben, melyről a nevét is kapta. A patak útja során északnyugati irányban folyik. Az 1927-ben suvadással keletkezett Arlói-tón keresztülfolyva éri el Arló belterületét. A patak a 25-ös főút mellett torkollik bele a Hódos-patakba.

## Partmenti település
- Arló